# カランカワ

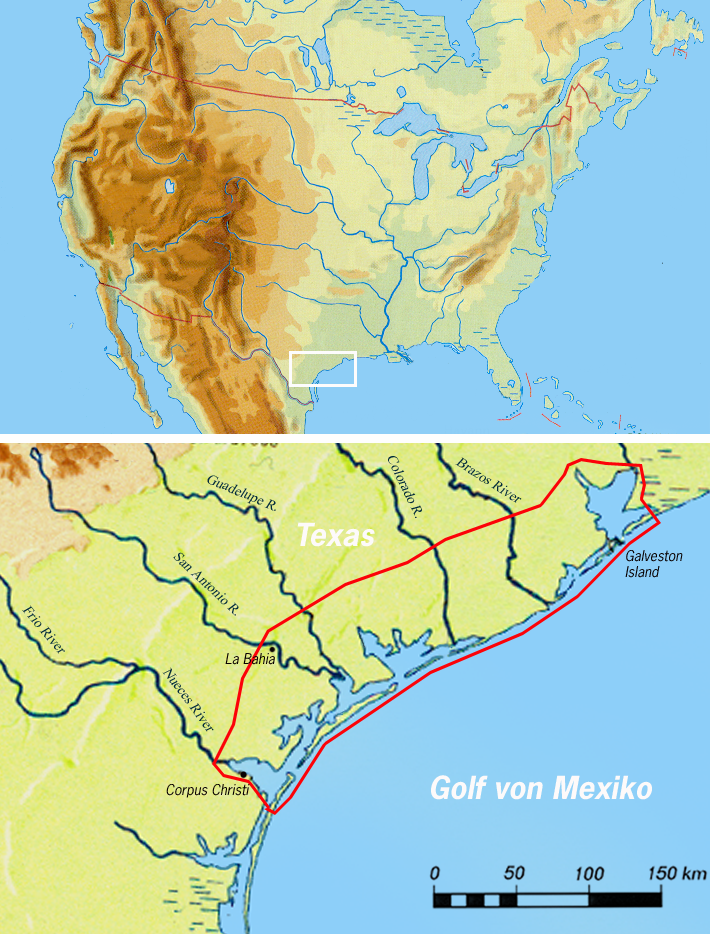
カランカワ族のかつての居住地

カランカワ族（Karankawa）は、現在絶滅したアメリカ合衆国のインディアン部族で、初期のテキサス州の歴史において登場する。
カランカワという言葉は、一般的に共通の方言と文化を持つ、このテキサスのインディアン部族の集団を指す。

## 構成部族
これらの人々は、居住地域から大きく分けて、
- ココCocos（またはコアケCoaques）

ガルベストン島、ブラゾス川河口に居住した
- コアピテCoapite
- コハニKohanis

コロラド川河口に居住した
- コパネKopanes（またはCopanes）

コパノ湾に居住した
- カランカワ（またはカランカクアカCarancaquacas）

マタゴーダ湾に居住した
の5つの支族から成った。彼らは、現在の大ヒューストンエリアのガルヴェストン湾から、南西方向のコーパスクリスティ湾までのテキサス州のメキシコ湾岸に居住した。

## 言語
彼らの言語は、およそ100語しか確認されておらず、カランカワ語と呼ばれており、コアユルテカン語と関連していると言われているが、この地域の言語はわずかしか知られておらず、その研究は確実ではない。カランカワという名前の意味も確かではないが、一般的には「愛犬家」または「犬の調達者」という意味を持っているとされる。遊牧民的な放浪の文化は存続し、彼らは季節によって、本土と防波島の間を移住した。

## 起源
この部族の人々の本当の起源は現在も未知である。彼らの際立って身長の高い外観から、カランカワはその時カリフォルニア海岸に位置していた「巨人インディアン」の部族と関連しているとも信じられていた。さらに他の意見では、彼らは数千年前のビッグベンド地域の原住民、テキサスでもっとも古くからの人類として知られる「アビリーン人」と関連があるというものまである。
もっとも、大部分の意見では、カランカワは西インド諸島のカリブ部族に関連しているといわれている。事実に基づいた調査結果では、両方の部族は、吠えない犬を飼っている点、体のサイズ、食人の儀式に参加したという点でそれぞれ共通している。彼らは西インド諸島からフロリダ半島に移住したと多くの人の間で信じられており、ほかのインディアン部族によって迫害されると、海岸をつたってルイジアナ州かテキサス海岸の極東に到達し、そして同様に、そこからほとんど無人のテキサス海岸にたどりついたということである。
カランカワ族、コアユルテカン族、トンカワ族、そして東テキサスのカドー族の人々すべてには、共通する多くの点がある。カランカワは、コマンチ族の天敵部族であったことでも知られている。

## 環境
ガルヴェストン島からはるか南方のテキサス州コーパスクリスティの先の位置までのテキサス海岸に沿って住んでいた彼らは、過酷な自然環境に耐えた部族だった。テキサス海岸沿いの湾、逆湾、小さな沼、バイユーは、部族の狩り場であり、採集の場であった。湾の浅瀬では槍や弓矢、銛で魚を得、老人や女性、子供たちは、カキやウミガメ、カニや食用の甲殻類を採集した。海岸線から1.6kmの距離のコロラド郡イーグルレイクで、あるカランカワ族が見られたとする報告もあるが、しかし彼らがそこで定住した野営地の明確な痕跡は今のところ見つかっていない。
彼らのいくつかの野営地は、近年発見されて、日常の生活活動を知る良い手がかりを得られている。彼らが海岸の湾の回りで、カキ、二枚貝、甲殻類、さまざまなサケ類と他の多くの魚類を食べながら冬をしのいでいたことが現在知られている。夏期の暑い天候では、カキや二枚貝その他の甲殻類は食用に適さないため、旬の魚を追って移動生活を営んでいた。彼らは順番に、海岸からさらに内陸へと部族を拡大していた。夏の熱帯嵐とハリケーンが、内陸への移動に影響を与えたと見られる。
彼らは丸木舟で湾を横断し、ウィグワムに住んだ。野営地のいくつかは数百人規模の人口がいた。捨てられた二枚貝とカキの貝殻で、この野営地の周りに大きな土手を作った。彼らのもっとも重要な狩猟道具は、6フィート以上の長さの長い弓と、より獲物を狙いやすく、浅瀬から回収しやすい3フィート程度の長さの矢柄であった。これらの野営地で見つけられた、捨てられた動物の遺骸から、主な内陸の獲物はシカとバッファロー（アメリカ野牛）だった。彼らはまた、その土地の根菜や液化類、ナッツなどを収穫した。

## スペイン人征服者との遭遇
アロンソ・アルバレス・デ・ピネダ率いるスペイン人の一団が1519年に海岸を探査した時、カランカワ人らは放浪民として生活していた。ジャマイカ総督のフランシスコ・デ・ガライは、アルバレス・デ・ピネダにフロリダからベラクルスまでのメキシコ湾岸の探検を命じた。
派手な刺青やピアスをし、体を塗った放浪のカランカワ部族は、南テキサスのほとんどの部分の島を占領していた。彼らの縄張りはおそらく、ガルヴェストン島の西端から海岸を下りリオ・グランデ川の河口まで、そしてその40～100km内陸までの部分であった。ずば抜けた狩猟者、漁師、戦士、大きな弓の熟練した使い手である彼らは、彼らの猟場ではほかのどの獲物にとっても一番強い存在であった。
部族に遭遇した者が残した彼らの印象は、歴史的価値が大きい。男たちは際立って背が高く、およそ180～210cmの身長であったと記述された。彼らは刺青を入れ、貝の装飾品を身に付け、蚊やその他の噛む虫を避けるために多くがサメの肝油を身に塗っていた。さらに、男たちは、下唇と同様に、小さい茎で両方の乳首にピアスをしていた。

## 食人
1768年、一人のスペイン人神父が、彼らの食人の儀式について詳細を記した。「野蛮人」は杭に縛り付けた捕虜をむち打ち、生け贄の周りで踊り、鋭い刃で一片の肉を切り取って、そしてそれを犠牲者用の焚き火であぶった。そして彼らはそれをむさぼり食い、犠牲者は自らの肉が食われるのを眺めていた。
近年、何人かの研究者は、カランカワはしばしば、ガルヴェストン湾からルイジアナ州のバイユー・テッシュとヴァーミリオン湾まで伸びる陸地に住んでいた、メキシコ湾岸の部族のアタカパン族の混同であるとする理論を提唱した。アタカパン族は、全身の刺青と、彼らの敵に対する食人の仕返しで知られていた。ある家柄の敵に限って、儀式的な食人習慣は、テキサスとルイジアナの海岸の部族の間で一般的であった。 
しかしながら、いくつかの最近の学問はカランカワ族が「とにかく食人種であった」とする主張に疑問を持っており、むしろ1528年のアルバル・ヌニェス・カベサ・デ・バカの記録から読み取れる、カランカワへの最初の印象、これらの巨人たちの文化と自然についての多くを物語る洞察に注意を向けている。不運なパンフィロ・デ・ナルバエス遠征隊のわずかな生存者とともにすべてを失い、怯えて、ガルヴェストン島に漂着したカベサ・デ・バカを見つけて、カランカワは座り込んで涙したという。

## 部族の絶滅
やがて19世紀になって、この地に入り込んできた白人は、「伝染病」、「土地の略奪」、土地の新参者とのトラブル、戦争、さまざまな殺戮を彼らに持ち込み、カランカワ族は1860年ごろには絶滅に追い込まれてしまった。いくつかの個人の集団はトンカワ族やその他の近縁部族に吸収されたと見られている。
彼らテキサス部族を「絶滅」させてしまったことに対して、テキサス大学の研究HPは「私たちテキサス州民にとって恥辱です」と記している。